# Federico López del Pecho
Federico López del Pecho fue un militar y general español del siglo XX, Vicepresidente del Consejo Supremo de Justicia Militar (27 de octubre de 1972 - 12 de noviembre de 1977).

## Vida militar
Teniente coronel, fue comandante del campamento de instrucción de Mas del Mascarell, en Puebla de Segur (Lérida) entre 1953 y 1954.
Como coronel de infantería, jefe del Regimiento de Infantería San Marcial, nº7, fue recibido en audiencia militar por el jefe del estado, Francisco Franco, el 9 de julio de 1964.
El 28 de enero de 1966, fue promovido al empleo de General de Brigada.
El 10 de mayo, se le concedió la Gran Cruz de la Real y Militar Orden de San Hermenegildo y el 27 de mayo fue nombrado Jefe de la Brigada de Infantería Motorizada nº 22.
Ese mismo año, el 9 de septiembre, fue nombrado Jefe de la Brigada de Infantería Defensa Operativa del Territorio número 2 y Gobernador militar de la plaza y provincia de Córdoba.
El 12 de septiembre de 1969, ascendió a General de División.
El 11 de octubre recibió, por su ascenso, un homenaje de toda la sociedad civil y militar de Córdoba, como testimonio de la amistad y afecto conquistado durante su etapa al frente del Gobierno militar de la plaza y provincia.
El 28 de octubre de 1971 fue nombrado Vocal del Consejo Directivo del Patronato de Casas Militares.
El 27 de octubre de 1972, pasó a ejercer el cargo de Consejero militar del Consejo Supremo de Justicia Militar.
El 23 de enero de 1973, fue recibido en audiencia militar por el jefe del Estado, Francisco Franco.
En octubre de 1975, pasó a la reserva.